# Champ-Dolent
Champ-Dolent är en kommun i departementet Eure i regionen Normandie i norra Frankrike. Kommunen ligger i kantonen Conches-en-Ouche som tillhör arrondissementet Évreux. År 2022 hade Champ-Dolent 63 invånare.

## Befolkningsutveckling
Antalet invånare i kommunen Champ-Dolent
Referens:INSEE